# Bataille de Lihula
La bataille de Lihula (ou bataille de Leal) a vu s'affronter les Suédois et les Estoniens pour le contrôle du château de Lihula en 1220. La date exacte de la bataille demeure incertaine mais certains historiens avancent le jour du 8 août. L'évènement est narré dans la chronique de Henri le Letton (Heinrici Cronicon Lyvoniae) ainsi que dans la Chronique rimée de Livonie.

## Contexte
Au printemps 1220, la suprématie de l'évêque de Riga et du roi du Danemark était reconnue dans tout le continent estonien. Bien que dans l'accord signé précédemment, l'évêque Albert ait promis de céder ses territoires estoniens au roi Valdemar II, en réalité les habitants de Riga ont tenté d'éviter la perte de leurs territoires en ne donnant que Reval aux Danois, qui était aussi le seul domaine que ce dernier contrôlait réellement.
Le baptême du peuple, qui s'était fait jusqu'à présent à petite échelle, étant considéré comme un acte de confirmation du pouvoir, le conflit entre Riga et le Danemark a pris la forme d'un baptême de victoire, où les prêtres de chaque côté ont commencé à la hâte à baptiser autant de personnes que possible des territoires contestés,,.

## Histoire
Les troupes suédoises, initialement menées par le roi Jean avaient envahi plus tôt cette année là la côte occidentale de l'Estonie, région non encore conquise par l'Ordre Teutonique. L'armée suédoise avait pris la forteresse de Lihula et installé une petite garnison. Le jarl suédois Karl Bengtsson et l'évêque Karl Magnusson demeuraient également à Lihula.
Le jour de la bataille, une armée d'Œseliens et de Rotaliens encercla le château à l'aube. Le château fut incendié au cours de la bataille qui s'ensuivit. Les troupes suédoises tentèrent de s'échapper mais furent massacrées à l'exception de quelques soldats qui parvinrent à rejoindre Tallinn. Plus de 500 morts, incluant Karl Bengtsson et Karl Magnusson, sont à déplorer côté suédois. Cette bataille met fin à la présence suédoise en Estonie.
La tentative éphémère des suédois de prendre pied en Estonie était motivée par l'avancée rapide de l'Ordre Teutonique et des colons germaniques lors des croisades baltes. Cette défaite découragea l'expansion balte de la Suède pendant près de trois siècles, laissant la région aux mains de l'Ordre Teutonique et du Danemark. Une des conséquences de la bataille fut aussi de recentrer l'attention de la Suède sur la Finlande et les guerres novgorodo-suédoises.